# Île Verte (Côtes-d'Armor)
Pour les articles homonymes, voir Île Verte.
L'île Verte est une petite île bretonne de l'archipel de Bréhat (département des Côtes-d'Armor), au sud-ouest de l'île de Bréhat, près de l'embouchure du Trieux. Son point culminant est à 16 mètres, et elle mesure 430 m de longueur sur 200 m de large. À marée basse, l'île comporte une petite plage.
L'île fut occupée dès le Moyen Âge par des moines bénédictins venus s'installer à l'endroit où était censé avoir habité Saint Budoc au Ve siècle. Les moines construisirent un petit monastère sur l'île Verte, y pratiquant une agriculture de subsistance. Des moines franciscains s'y établissent en 1346. Du XIXe jusqu'au début du XXe siècle, une seule famille demeura sur l'île.
Depuis 1973 l'île est un des sites de l'école de voile les Glénans. La seule maison moderne de l'île est construite parmi les restes du monastère et abrite les espaces communs de l'école de voile. Les stagiaires sont hébergés sous des tentes. Hors-saison, l'île est inhabitée.